# San José de la Laguna, Durango
San José de la Laguna är en ort i Mexiko.   Den ligger i kommunen Otáez och delstaten Durango, i den centrala delen av landet, 900 km nordväst om huvudstaden Mexico City. San José de la Laguna ligger 2 392 meter över havet och antalet invånare är 223.
Terrängen runt San José de la Laguna är varierad. San José de la Laguna ligger uppe på en höjd. Runt San José de la Laguna är det mycket glesbefolkat, med 5 invånare per kvadratkilometer. Närmaste större samhälle är San Pedro de Azafranes, 7,5 km öster om San José de la Laguna. I omgivningarna runt San José de la Laguna växer huvudsakligen savannskog.